# Monoctonus allisoni
Monoctonus allisoni är en stekelart som beskrevs av Pike och Jaroslav Stary 2003. Monoctonus allisoni ingår i släktet Monoctonus och familjen bracksteklar. Inga underarter finns listade i Catalogue of Life.